# CBCラジオ
株式会社CBCラジオ（シービーシーラジオ、CBC RADIO Co., Ltd.）は、中部日本放送（CBC）の子会社で、中京広域圏（東海3県）を放送対象地域とする中波放送（AM放送）事業を行っている特定地上基幹放送事業者である。JRNフルネット局。

## 概要
コールサインはJOAR。
1951年（昭和26年）9月1日午前6時30分、日本初の民間放送局として中部日本放送（CBC）でラジオ放送（本放送）を開始。1956年（昭和31年）12月1日にテレビ放送が開始され、ラテ兼営局となった後は、ラジオ局部門の通称として「CBCラジオ」の名が使われている。
2011年（平成23年）9月1日に株式会社テクノビジョン（CBCの子会社。#沿革も参照）を「株式会社CBCラジオ」へ社名変更し、CBCからラジオ局運営の受託を開始。2013年（平成25年）4月1日付でCBCからラジオ放送局免許を承継。CBC本体から独立（分社化）し、同時に日本民間放送連盟（民放連）へ加入した。
本社はCBC放送センター内に置いており、CBCの略称は本社・当社・テレビで共用している。

### 事業所
- 本社：愛知県名古屋市中区新栄1丁目2番8号
- 三河支社：愛知県岡崎市明大寺本町1丁目34番地 岡崎センタービル8階
- 東京支社：東京都千代田区九段南1丁目6番17号 千代田会館7階
- 大阪支社：大阪府大阪市北区梅田1丁目3番1号 大阪駅前第1ビル7階

## 沿革
放送局としての沿革は中部日本放送#沿革を参照。ここでは現行運営会社の株式会社CBCラジオの沿革を記載する。
- 1992年（平成4年）
  - 1月16日 - 株式会社シービーシーヴィジョン設立。
  - 4月1日 - 株式会社シー・ビー・シー・ミュージックを合併、同社の業務を継承。
- 2003年（平成15年）7月1日 - 商号を株式会社テクノビジョンに変更。
- 2010年（平成22年）7月1日 - CBCラジオの番組制作業務の受託開始。
- 2011年（平成23年）9月1日 - 商号を株式会社CBCラジオに変更。
- 2012年（平成24年）4月1日 - CBCラジオの営業業務の受託開始。
- 2013年（平成25年）
  - 4月1日 - 中部日本放送から免許を含めたラジオ放送事業の全部を譲受し番組制作会社から特定地上基幹放送事業者に事業転換。日本民間放送連盟に加盟。
  - 8月28日 - 同局の長島ラジオ送信所敷地内にて、太陽光発電設備の稼働を開始（出力:約1645kW）[8]。
- 2015年（平成27年）10月1日 - 東海ラジオ放送と共にFM放送（FM補完中継局）の放送を開始（93.7MHz）[9][10]。
- 2017年（平成29年）3月31日 - 自社番組をテキスト化しネット記事（文字起こし）サイト「RadiChubu」開始[11]。
- 2018年（平成30年）10月31日 - 岐阜中継局を閉局[12]。
- 2021年（令和3年）
  - 1月10日 - AMステレオ放送終了[13]。
  - 4月 - 開局70周年記念キャンペーンを開始。イメージキャラクターとして初音ミクを起用する[14]。
- 2022年（令和4年）
  - 4月1日 - 当社が持っている「放送技術関連事業であるテレビマスター、テレビスタンバイ、テレビ・ラジオ送信、制作技術及びシステムに関連する事業」とCBCクリエイションが持っている「放送技術及び美術に関連する事業」を「CBC共同技術美術設立準備株式会社」という新設する準備会社に継承し、新たに『CBC Dテック』として事業を開始する[15][16]。
- 2024年（令和6年）
  - 1月9日 -  東海ラジオと共に、豊橋FM補完中継局（本宮山山頂）の予備免許が交付される[17]。
  - 3月22日 -  東海ラジオと共に、豊橋FM補完中継局の本免許が交付される[18]。
  - 3月25日 - 豊橋FM補完中継局が開局[18]。開局を記念して、午後のワイド番組『北野誠のズバリ』では同時に豊橋FM補完中継局を開局した東海ラジオの『OH! MY CHANNEL!』と同時生放送を行った[19]。

## スタジオ

### CBC放送センター
CBC会館の裏にある敷地で1998年（平成10年）に竣工した。隣接地の買収が行われ2016年（平成28年）に増築し完成した。なお、放送センターのスタジオ群のうちテレビは生番組の制作に特化しているが、ラジオは放送センターの稼動に伴い主調整室（ラジオマスター）を含むほぼすべての機能が移されており、スタジオはほぼすべてが放送センター9階に集約されている。
余談になるが、CBC放送センターのスタジオ番号は通しで振られており、Aスタジオ、Bスタジオ、Kスタジオの3つはテレビ用のスタジオである。
- Cスタジオ - 生番組向けのスタジオで、外が見えるよう大きな窓が配置されている。
- Dスタジオ - Cスタジオ同様の生放送向けスタジオ。『つボイノリオの聞けば聞くほど』などで使用。
- Eスタジオ - 主に収録（録音）番組向けのスタジオだが、ラジオマスターとも接続されており生番組でも使用可能。
- Fスタジオ - Eスタジオ同様の収録（録音）番組向けスタジオ。ラジオマスターとも接続されており生番組でも使用可能。
- 他にラジオニュース用のミニスタジオ（ブースのみ[注 3]）や、ポッドキャスト収録用の簡易ブース（ラジオマスター未接続）などもある。

### CBC会館
CBC会館にあったスタジオはCBC放送センターの稼働以降廃止・撤収されているが、公開収録用として下記スタジオのみが不定期で稼動することがある。
- 第8スタジオ（CBCホール）- 観客席が常設されており、主に公開番組収録時（ラジオ・テレビ共用）に使用されている。

## キャッチフレーズ
基本的にはCBCテレビのキャッチフレーズと同じだったが、1985年春改変で、CBCテレビのキャッチフレーズと併用する形でCBCラジオ単体でのキャッチフレーズが誕生し、2008年秋改編（2008年9月29日）以降は、テレビとは違ったキャッチフレーズを使用している。以前のものはCBCテレビの歴代キャッチフレーズ参照。
現在
- I AM FM, CBC RADIO.（2015年10月1日 - ）
2015年10月1日より、FM放送開始に合わせて、新しいジングルが始まった（ I AM FM, ninety-three point seven, CBC RADIO ）[10]。2016年に同放送局の開局65周年記念として"sixty-fifth anniversary"が織り込まれた65周年バージョンが放送されていた。
2021年に同放送局の開局70周年記念としてseventy anniversaryが織り込まれた、70周年バージョンが放送されていた。
- NOW ON SHARE! CBC（2022年4月1日- ）
2022年4月1日より、CBCテレビと共通キャッチフレーズとして始まった。

過去
- 風になって君に触れたい（1985年4月1日 - 2008年9月28日）
CBCラジオ単体としては初のキャッチフレーズとして、CBCテレビの当時のキャッチフレーズと併用。同期間中にジングルも制作され、放送された。
- 1053 CBCラジオ（です）（2008年9月29日 - 2010年4月4日）
ワイド番組のパーソナリティがアナウンスしている。中には番組名と一緒にキャッチフレーズを言うバージョンもある。BGMは『アルプス一万尺』に似たものと夏川りみの『未来へ』の一節が利用されているバージョン、そして『つボイノリオの聞けば聞くほど』のオープニング曲に合わせてつボイがアナウンスするもの、『森合康行のタイムドカン!!』のオープニング曲（タイムボカンの歌）に合わせて森合がアナウンスするものの計4バージョンがある。なお文頭にある「1053」は、「いちれいごーさん」と発音される。

- ロココロ CBCラジオ（です）（2010年4月5日 - 2012年4月1日）
こちらもワイド番組のパーソナリティがアナウンスしている（『ごごイチ』のパーソナリティのバージョンは担当曜日の午前中のみの放送）。BGMはカルテット（「ロココロ」名義）の創立60周年テーマソング『ずっと、いっしょに』である。単に「ロココロ CBCラジオです」と言うバージョンと「地域に寄り添うCBCの心、ロココロ」と言うバージョンがある。また、これらとは別に「らーじおのこころ、ロココロ、CBC」と子供の声で歌うバージョンもある。なお、「ロココロ」は創立60周年記念のキャッチフレーズでテレビと共通だが、テレビのように「60th anniversary」が付けられる事はない。

- ぴたっ。CBC（ラジオ）〜ずっといっしょに。（2012年4月2日 - 2018年4月1日）
過去と同様、CBCの各ワイド番組のパーソナリティがアナウンスしている。並行して「1053 CBCラジオ ぴたっ」というバージョンもある。（複数バージョンあり）CBCのマスコット・子龍ちゃんのバージョン（ナレーションは小高直子が担当）もあり、不定期に流される他、小高の出演番組（『つボイノリオの聞けば聞くほど』や『チビッコ作文教室』など）の放送前にもパーソナリティ版と同様の扱いで流されている。また、『土曜ワイド 広瀬隆のラジオでいこう!』では2013年3月まで、パーソナリティの広瀬隆がリーダーを務める「めるへん堂」の曲のインストゥルメンタル版をBGMにアシスタントの吉岡直子がナレーションを担当するオリジナルのジングルが使用されていた。

- トークって、近い。CBCラジオ（2017年4月1日 - 2021年3月31日）
2017年より使用開始。このジングルのナレーションは、名古屋おもてなし武将隊と、北野誠が担当していた。

- 同局開局70周年記念ジングル（2021年4月1日 - 2021年12月31日）
2021年4月1日より、同放送局の開局70周年を記念して、新しいジングルが始まった。このジングルは、公募で募集したジングルが各月ごとに流れる。ナレーションには、同局の開局70周年記念のイメージキャラクターとして、バーチャルアイドルの初音ミクが担当していた。

## 周波数
| AM放送       | AM放送       | AM放送  | AM放送     | AM放送                                                          |
| 親局         | コールサイン | 周波数  | 空中線電力 | 備考                                                            |
| ------------ | ------------ | ------- | ---------- | --------------------------------------------------------------- |
| 名古屋       | JOAR         | 1053kHz | 50kW       | 送信所:三重県桑名市長島町松蔭                                   |
| 中継局       | コールサイン | 周波数  | 空中線電力 | 備考                                                            |
| 豊橋         | JOAE（廃止） | 1485kHz | 100W       |                                                                 |
| 高山         | JOAO（廃止） | 1557kHz | 100W       |                                                                 |
| 神岡         |              | 1062kHz | 100W       |                                                                 |
| 尾鷲         | JOAW（廃止） | 801kHz  | 100W       |                                                                 |
| 中津川       | JORO（廃止） | 1557kHz | 100W       |                                                                 |
| 下呂         |              | 1062kHz | 100W       |                                                                 |
| 上野（伊賀） |              | 1485kHz | 100W       |                                                                 |
| 熊野         |              | 720kHz  | 100W       |                                                                 |
| 新城         |              | 1557kHz | 100W       |                                                                 |
| FM放送       |              |         |            |                                                                 |
| 三国山FM     |              | 93.7MHz | 7kW        | 2015年5月13日予備免許交付、 10月1日 9:00（JST）から本放送開始。 |
| 豊橋FM       |              | 91.8MHz | 50W        | 2024年1月9日予備免許交付。 同年3月25日本放送開始。              |

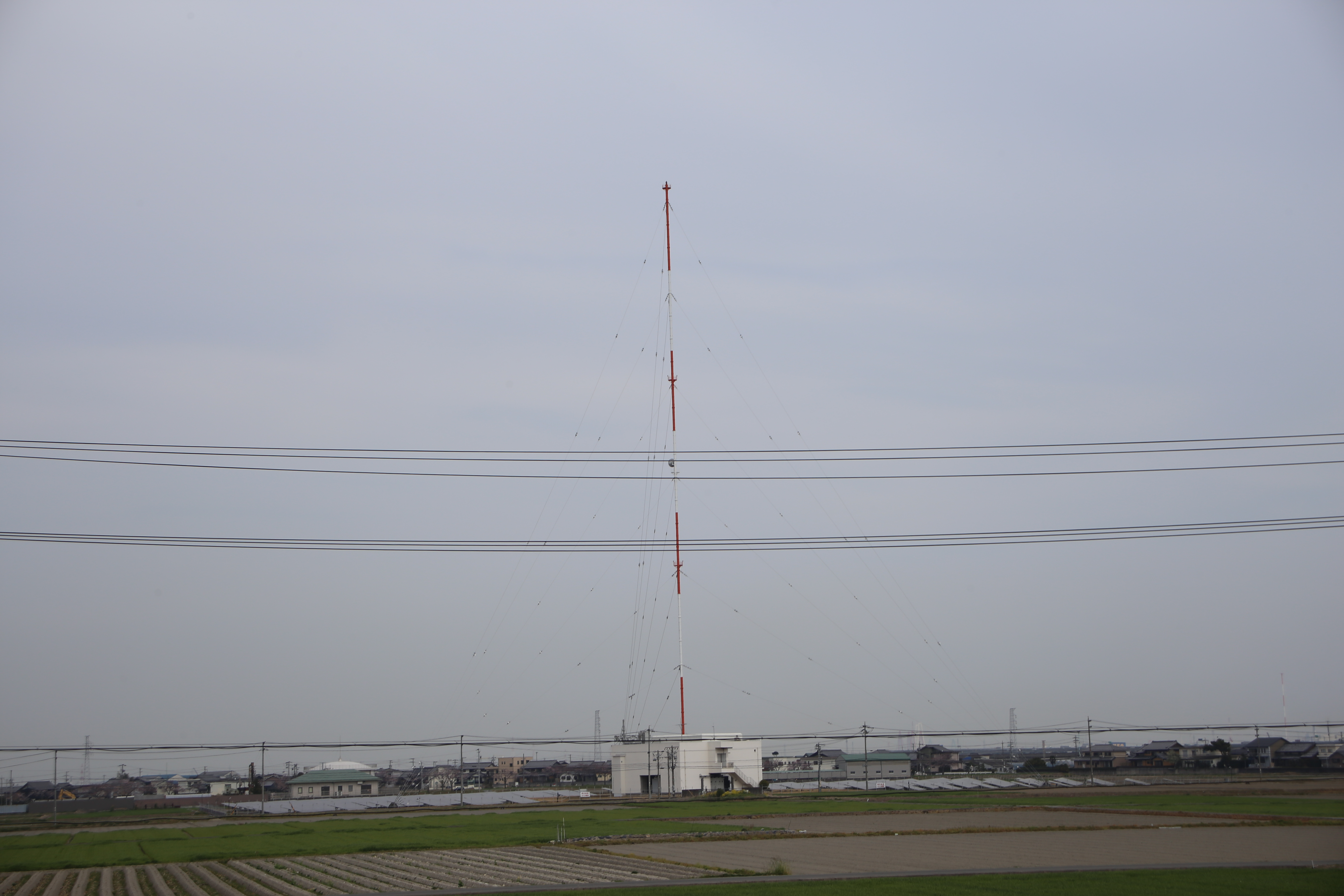
長島送信所（三重県桑名市）

- AMステレオ放送は親局1053kHzのみで実施していた（1992年4月4日 - 2021年1月10日[13]）。それ以外の中継局は全てモノラル放送である[4]。

### 廃止となった中継局
| AM放送 | AM放送       | AM放送 | AM放送     | AM放送 |
| 中継局 | コールサイン | 周波数 | 空中線電力 | 備考 |
| ------ | ------------ | ------ | ---------- | --- |
| 岐阜   | なし         | 639kHz | 500W       | 2018年10月31日23時59分50秒を以て停波・閉局。 閉局理由は「三国山FM補完中継局の開設で岐阜市周辺のほぼ全域でFM波での受信が可能になった」ため。 |

北朝鮮の地下放送「救国の声」が、1978年12月20日、それまでの1135kHzを1053kHzに変更、1,500kWの大出力（CBCラジオは50kW）で放送され、夜間は電離層の影響も加わり混信が発生し、特にエリア外リスナーから「エリア外でCBCラジオを聴くことは不可能だ。周波数を変えて欲しい」などとの不満の声が上がっていたこともあった。放送エリア内の対策として、1998年7月に岐阜中継局を岐阜県羽島郡川島町北山町（現在の各務原市川島北山町）に設置し、639kHz・出力500Wで放送を開始したが、救国の声は2003年8月1日で中止された（施設は「朝鮮中央放送」が流用し使用している）。後に岐阜中継局は「2015年10月1日に三国山FM補完中継局の開設で岐阜市周辺のほぼ全域でFM波での受信が可能になった」として、2018年10月31日23時59分50秒をもって停波・閉局した。

### トンネル内および地下施設内再送信サービス実施箇所
- 東名高速道路：宇利トンネル、三ケ日トンネル：親局1053kHzを再送信している[注 9]
- 新東名高速道路：大井川より西側の各トンネル：親局1053kHzを再送信
- 名神高速道路：彦根トンネル以東で親局1053kHzを再送信
- 中央自動車道：恵那山トンネル：中津川局1557kHzを再送信（長野県の信越放送（SBCラジオ）1098kHzも再送信）
- 東海北陸自動車道：岐阜県内のぎふ大和IC以南の各トンネル：親局1053kHzを再送信[注 10]
- 東海環状自動車道：愛知県・岐阜県の各トンネル：親局1053kHzを再送信
- 新名神高速道路：滋賀県境までの各トンネル：親局1053kHzを再送信
- 国道1号：鈴鹿トンネル：親局1053kHzを再送信。（滋賀県のKBS滋賀1215kHzも再送信）
- 国道19号：
  - 北山トンネル、内津トンネル：親局1053kHzを再送信
  - 木曽区間の各トンネル：長野県木曽郡には、地元系列局信越放送（SBCラジオ）が中継局を設置していないため同局の放送を受信しにくく、また地理的に近いCBC中津川局1557kHzは出力が小さいため、南木曽のわずかなエリアのみでしか聴取ができない。
- 国道23号：蒲郡バイパスの各トンネル：親局1053kHzを再送信
- 名阪国道（国道25号）：亀山周辺では親局1053kHzを、伊賀市〜奈良県境では上野局1485kHzをそれぞれ再送信
- 国道42号：三重県内の各トンネルで当該地域局の周波数を再送信
- 国道153号：伊勢神トンネル：親局1053kHzを再送信
- 国道158号：中部縦貫自動車道区間・油坂峠道路内各トンネル（親局1053kHz）・小鳥トンネル：高山局1557kHzを再送信
- 国道256号・国道257号：岐阜県内各トンネルで岐阜局639kHz（2018年10月31日閉局）、中津川局1557kHzを再送信
- 国道362号：本坂トンネル：親局1053kHzを再送信
- 国道365号：上石津第一トンネル・上石津第三トンネル：親局1053kHzを再送信
- 国道421号：石榑トンネル：親局1053kHzを再送信
- 国道472号：飛騨美濃道路坂本トンネル：親局1053kHzを再送信
- 国道477号：蒼滝トンネル・武平トンネル：親局1053kHzを再送信
- 愛知県道49号春日井犬山線：明知トンネル：親局1053kHzを再送信
- 愛知県道73号三河湾オレンジロード：長坂トンネル・清田トンネル：親局1053kHzを再送信
- 愛知県道265号碧南半田常滑線：衣浦海底トンネル有料道路：親局1053kHzを再送信
- 岐阜県道90号古川清見線：猪臥山トンネル：高山局1557kHzを再送信
- 名古屋駅西口（太閤口）地下街「エスカ」：2009年3月31日より当局を含む在名AM局の再送信を開始
- ナゴヤドーム：建物内のため東海ラジオとともに再送信

## 放送エリア
AM放送は愛知県・岐阜県・三重県・滋賀県・大阪府のほぼ全域、福井県・奈良県のほぼ全域、および、静岡県・長野県・石川県・京都府・和歌山県・兵庫県の一部で聴取可能。また、夜間は電離層のうちD層が消滅しE・F層のみになるので、ほぼ全国で聴取可能。
FM放送は愛知県の全域、岐阜県美濃・三重県北部で聴取可能。

## 聴取率
2005年冬期はライバルの東海ラジオ・NHKラジオ第1との同率に甘んじたが、その後は東海3県（愛知・岐阜・三重）全ラジオ局の中で常に全放送時間帯単独首位を独走し続けている。なお連続総合首位となると、ラジオの番組で発表され、ラジオCMまで放送される。

レーティング期間になると「CBCラジノミクス（2013年6月期。以前は別名称）｣と題し、各番組から様々な豪華プレゼント等が用意される。
自社では数字を公表していないが、他社発表のデータによると、2020年12月現在12歳から69歳までの聴取率は2位となっている。

## オープニング・クロージング
CBC放送センター完成前の1998年10月までは、1993年までのテレビと同じ、「今様」が使われた。CBC放送センター完成後及び岐阜中継局開局を機に、映画『トゥルー・ロマンス』からの一曲『You're So Cool』にBGMを変更し、その後2013年3月までは映画『フォレスト・ガンプ/一期一会』のテーマを使用していた。2013年4月の変更を経て、2021年6月現在はCBCテレビと同様、ヴァイオリニスト・高橋誠（たかはし せい）演奏によるBGMを使用している。また、オープニングでは、緊急警報放送の試験放送も内包している。
かつてのオープニング・クロージングでは、周波数紹介のときに親局は「本社」、中継局は1つずつ「CBCラジオ（免許継承前は『中部日本放送』）○○（地名）放送局」と表現していた。因みにエリアが同じ東海ラジオ放送も同様に、中継局は「東海ラジオ放送○○放送局」と案内する。しかし、こちらは同じ周波数の局はまとめて紹介している（この関係で周波数の低い順に紹介する）。また親局は「名古屋から」と表現している。また、中継局は開局順に紹介しているので、最初が豊橋、最後が新城になる。
2015年10月よりFM補完放送の開始に伴い、アナウンスメントが一部改められた。親局は単に「CBCラジオ」と表現し、「本社」とは言わなくなった。続いて三国山FM補完局の周波数、その後に豊橋から新城まで順に中継局を紹介する形となった。

## 時報CM
ラジオ時報CMは長らくスジャータ提供（本社は名古屋市にある）だったが、2013年（平成25年）1月1日（2012年（平成24年）12月31日深夜）4時放送分をもって終了した。その後、同日5時放送分から2016年（平成28年）3月31日放送分まで、同社と同じ名古屋市と縁が深いユニーグループ（ユニー、サークルKサンクス） 提供の時報が放送されていた。その他にユニー時報CMを流していた局はHBCラジオ・東北放送・文化放送・MBSラジオ・RKBラジオの5局である。これらの局は2014年（平成26年）3月まででユニーが時報スポンサーを撤退したため、2014年（平成26年）4月から2016年（平成28年）3月までのユニー時報CMは、地元局にあたるCBCのみのローカル放送であった。
2016年（平成28年）4月1日からは各時刻ごとにスポンサーが付く形式を採っている。一部の時間帯はスポンサーが無く、ジングルと「FM 93.7MHz・AM 1053kHz、CBCラジオが○時をお知らせします」のアナウンスが流れる。
また、2024年11月現在、21時の時報は、月曜日、20時〜20時30分で放送中のしろくじちゃんとアホロートルが寝る前にほめるラジオに登場する、キャラクター、しろくじちゃんが、シロナガスクジラのしろくじが9時をお知らせするです〜とアナウンスする。
radikoで聞いた場合、時報音は放送されず、地上波では時報音が放送されている部分は無音となっている。
日本で初めて時報にスポンサーを付けた局でもある。

## 番組
- なお各番組のブログは公式サイトhicbc.com内にあったが、2018年4月からオウンドメディアである"RadiChubu（ラジチューブ）powered by CBCラジオ"に移行している。
- 放送時間：5:00を1日の基点とする24時間放送。日曜深夜は原則として月曜 2:00 - 5:00に放送を休止する（週替わり番組がない第2・第5日曜は1:00から休止）。なお放送休止中に試験放送（試験電波）が発射されておりラジオ受信機などでは聴取できるが、radikoでは聴取出来ない。

## アナウンサー
兄弟会社のCBCテレビから番組単位で出向してきており、自社では雇用していない。同じくラテ兼営からラジオ部門を分割して設立したTBSラジオ（JRN系列。兄弟会社・TBSテレビからの出向）・STVラジオ（NRN系列。親会社・札幌テレビ放送からの出向）・朝日放送ラジオ（JRN・NRN系列。兄弟会社・朝日放送テレビからの出向）・MBSラジオ（JRN・NRN系列。MBSテレビ部門が残る兄弟会社・毎日放送からの出向）と同様の体制で事実上のラテ兼営局共通の特徴でもある。

## レポートキャスト
後述するレインボーカーのドライバーも兼務して番組内での生中継レポートや、様々な番組に出演する女性レポーターである。1980年から2024年3月まではレポートドライバー（略称「レポドラ」）の名称であったが、2024年度からレポートキャストに名称変更した。
レポートドライバーは2023年4月加入の38期で終了。レポートキャストは2024年4月から加入したメンバーが1期生となる。

### 2024年度メンバー
- 杉原鈴菜（）（1期、2024年4月 - ）

2024年10月より2025年3月まで冠番組の「杉原鈴菜のパイセン」を担当。2025年4月からはCBCラジオ ＃プラス!内の「MIRAIにエール」を担当。
- 南波星那（）（1期、2024年4月 - ）

2025年3月まではらじお女子のメンバー兼任し、推シマシ、らじお女子の「ラジオに恋して」に出演。RADIO MIKUにも出演。
- 奥原和奏（）（1期、2024年4月 - ）

現役声優専門学校生だった2022年にCBCラジオの動画オーディションに合格し、『ハイアーハイアー!』の木曜日のパーソナリティに就任。「おくは」の芸名で芸能活動を開始。CBCラジオのADも担当する。2023年12月に奥原和奏に改名。「スナイパーキトーのコントハイアー!」には芸能活動中の2023年4月から出演し、レポートキャストになってからも出演中（番組内での名は「おくは」）。

### 出演番組

#### 中継
- つボイノリオの聞けば聞くほど
- 北野誠のズバリ
- ドラ魂キング

### レポートドライバー
1980年に新たなラジオカーの「レインボーカー」の導入と同時に登場。最初に採用された（1期）のは7名。

#### 最終メンバー
- 上田知宙（）（36期、2020年4月 - 2024年3月）[注 17]
- 小菅玲菜（こすが れな）（37期、2022年4月 - 2024年3月）[注 18]
- 一光（）（38期、2023年4月 - 2024年3月）

#### 備考
- 以前は子会社であるCBCクリエイションの所属であったが、株式会社CBCラジオの発足により移籍している。
- デビューした時期により「第○期」と呼称される。放送で触れられることは少ないが、後述のブログでは度々触れられている。
- 毎年8月から9月頃に一般募集が行われ、翌年の4月にデビューする。採用人数は2008年4月デビューの27期までは3名採用されることも多くあったが、2009年4月デビューの28期以降は2名採用、36期以降は1名の採用であった。1年毎の契約更新であり、任期は原則3年であった。
- 2011年9月に称号が「株式会社CBCラジオ」となった際に同社のスタッフ募集を行った関係で、この年はレポートドライバーの採用が行われなかった。
- 2009年度までは8名、2010年度は7名、2011年度は6名、2012年度から2014年度までは5名、2015年度から2019年度までは4名体制であった。2020年度からは3人体制となっている。
- 公式サイトもあり、メンバーのプロフィール紹介やブログ「レポドラ日記」へのリンクが貼られている。「レポドラ日記」は集合ブログの形式がとられており、個人ブログはない。内容も放送で取り上げた内容とそれに関連した話が中心である。2018年4月以降は番組情報サイトである"RadiChubu"内に番組のひとつとして「レポドラ日記」が設置された（2024年4月にレポートキャストとなった後も同名で設置中。）。
- レポートドライバーは中継以外にも様々な番組に出演しており、大嶽由香里・下條由香里（いずれも30期）は「ゆかどち」のユニット名で『電磁マシマシ』に、清水藍（33期）・石坂窓花（34期）は『ドラ魂キング』などに、山本衿奈（35期）は『多田しげおの気分爽快!!朝からP・O・N』、『山本衿奈のキカセテ』などがある。レポートドライバーのみ出演する番組も放送され、2015年から2017年に三浦珠美、石坂美咲（32期）、松本結花（33期）に放送されたみーたまつもとが最初である。
- 卒業後はCBCの社員の他、放送作家、番組スタッフ、気象予報士、他エリアの局アナとして活躍する者もいる。
  - 吉田直子 - 3期→多田しげおのそれ行け!にっこりワイドアシスタント→CBCラジオディレクター（もぎたてのカボチャたち、多田しげおの気分爽快!!朝からP・O・N、CBCラジオ ＃プラス!などを担当）[31]。
  - 藤田倫子 - 11期→フリーアナウンサー
  - 飯田のり子 - 12期→レポートキャスト（レポートドライバー）無線受け、教育担当。CBCラジオアシスタントディレクター[32]。
  - 福岡由美 - 13期→タレント→TBSラジオ954キャスタードライバー→テレビ東京報道部→タレントマネージャー→住宅ジャーナリスト・ラジオ構成作家・レポーター。多田しげおの気分爽快!!朝からP・O・Nの芸能情報担当としても出演[33]。
  - 長谷川千夏 - 16期→CBCラジオ中継ディレクター→ライター、司会者
  - 小倉理恵 - 17期→岐阜放送→フリーアナウンサー
  - 麻生知沙 - 22期→タレント
  - 吉原美香 - 24期→NHK水戸放送局→NACK5
  - 松岡亜矢子 - 25期→CBCラジオレポーター[34]、CBCラジオ中継ディレクター[35]。北野誠のズバリ、大津功のイケ爺になりた〜い!のアシスタントとしても出演。
  - 野田英里 - 26期→NHK富山放送局→NHK名古屋放送局→メ～テレアナウンサー→NHK横浜放送局
  - 豊田美穂 - 27期→NHK津放送局→NHK名古屋放送局
  - 吉村史織 - 27期→NHK長崎放送局キャスター→NHK名古屋放送局キャスター→福岡放送
  - 下條由香里 - 30期→中京テレビ→琉球放送→フリーアナウンサー
  - 大嶽由香里- 30期→フリーアナウンサー
  - 中嶋絵美 - 31期→テレビユー福島→フリーアナウンサー
  - 石坂美咲 - 32期→NHK津放送局キャスター→NHK名古屋放送局キャスター→フリーアナウンサー
  - 三浦珠美 - 32期→NHK徳島放送局キャスター→フリーアナウンサー
  - 清水藍 - 33期→CBCラジオ制作部社員（ラジオパーソナリティ兼任）[36]。2024年現在は複数の番組のプロデューサー、ディレクターを担当）[37]。
  - 松本結花 - 33期→NHK長野放送局キャスター→フリーアナウンサー→岐阜放送契約アナウンサー（2023年10月 - 2024年3月）
  - 石坂窓花 - 34期→NHK津放送局キャスター→NHK名古屋放送局キャスター→フリーアナウンサー。2022年4月から2023年1月までは『多田しげおの気分爽快!!朝からP・O・N』のアシスタント。石坂美咲の実妹。
  - 小林美鈴 - 34期→タレント[38]、ラジオパーソナリティー。
  - 當山日和子 - 35期→フリーアナウンサー。2022年4月から2024年3月まで『多田しげおの気分爽快!!朝からP・O・N』のアシスタント。
  - 山本衿奈 - 35期→タレント、フリーアナウンサー。
  - 上田知宙 - 36期→CBCラジオ営業部社員。2024年4月から6月まではレポートキャストの教育担当を兼務[39]。
  - 小菅玲菜 - 37期→LuckyFM茨城放送アナウンサー
  - 一光 - 38期→NHK和歌山放送局キャスター

## レインボーカー
いわゆるラジオカーで、上述の「レポートキャスト」の足として、東海三県を走り回る。名称は公募で命名されたものであるが、社歌のタイトルが『東海の虹』であったこと、ラジオのサテライトスタジオが「レインボースタジオ」という名称になるなどしていたことも、この名がついた背景にあると言える。ナンバーは周波数にちなみ1053に統一されている。
2010年まで共催していた名古屋シティマラソンの際には広報車両として使用されていた。
ベース車は地元に本社を置くトヨタ自動車製が多い。
現在
- トヨタ・プリウスα（2011年9月より）
2台所有し、1台が赤、もう1台が青を基調にした色に塗り分けられている。なお、赤と青はいずれもコーポレートカラーである。

過去
- トヨタ・イプサム
- トヨタ・シエンタ
- ホンダ・CR-V
- トヨタ・ウィッシュ
- 三菱・シャリオグランディス

など

## 日本初の民間放送開始当日の番組
1951年9月1日の中部日本放送ラジオ番組は、以下のような内容で行われていた。放送劇には中部日本放送放送劇団（劇団CBC）が出演、当時の同劇団には大村一平、柳有、今泉洋、井川則子、中村嘉奈子、栗谷俊男ら第1期生が在籍した。
- 06:30 - 放送開始アナウンス「こちらは名古屋・中部日本放送であります。我が国初の民間放送・中部日本放送はただいまから放送開始いたします」という宇井昇アナウンサーの挨拶により放送開始。引き続いてフィラー番組『朝の調べ』という音楽番組。
- 06:55 - 服飾講座[注 19] - 正式な放送番組第1号。提供:五金洋品店（但し提供のみであり、コマーシャルは流さず。なお、この五金洋品店は現存しない）。
- 07:00 - 精工舎提供の時報（日本初のラジオ時報CM）に引き続き、ニュースが放送される。
- 07:15 - リズムアワー（音楽番組）ここで日本のラジオ局初のコマーシャルが流れる。
- 07:30 - 劇団CBCのコメディ『忘れ物』
- 08:00 - ニュース
- 08:05 - 町から・村から
- 08:15 - 木琴の演奏
- 08:20 - 講和通信
- 09:00 - ニュース
- 09:05 - 社会時評（ニュース解説）
- 09:15 - 長唄・鶴亀
- 09:30 - あなたの相談室
- 10:00 - ニュース
- 10:05 - ラジオドクター（健康相談）
- 10:20 - 子供音楽
- 10:30から11:05まで放送休止（機器調整。当時は全日放送ではなく、一部の日中の時間帯にもメンテナンスタイムが設けられた）
- 11:05 - 第1スタジオで行われた開局記念式を実況中継。
- 11:30 - CBC見学記（局舎紹介）
- 12:00 - ニュース
- 12:15 - ストップ・ザ・ミュージック（音楽クイズ）
- 12:45 - 落語
- 12:55 - 新国劇の『鈍牛』を御園座から中継
- 14:30 - 劇団CBCのラジオドラマ『愛の贈り物』
- 14:45 - 社歌『東海の虹』の演奏・合唱（開局記念式での録音分を再度放送）
- 15:05 - コンクール入選者発表
- 15:30 - ご長老座談会
- 16:00 - ニュース
- 16:15から17:00まで放送休止
- 17:00 - ニュース
- 17:05 - 東海名妓歌合戦
- 17:45 - 子供のための『鞍馬天狗』（ラジオドラマ）
- 18:00 - ニュース
- 18:15 - 尾張漫才
- 18:30 - 開局記念公開放送番組『浜松風』を名宝劇場から中継
- 19:00 - ニュース
- 19:15 - 開局記念公開放送番組『謳うCBC』を名宝劇場から中継
- 21:30 - お知らせ
- 22:00 - ニュース
- 22:15 - 音楽番組『夢へのいざない』
- 22:30 - 放送休止（当日の放送は終了）

## 特殊な中継事情

### ドラゴンズ戦中継
- 番組タイトルは『CBCドラゴンズナイター』。
- ヤクルト対中日戦がある場合は、中日戦の中継はできず、代わりにJRNネット受けで巨人戦やDeNA戦などのJRN全国中継対象カードを放送している。TBSラジオが野球中継のJRNへの全国配信から撤退した2018年からは、JRN系列各局および文化放送（『ライオンズナイター』。原則としてJRN系列局向け裏送り）・RFラジオ日本（『ジャイアンツナイター』）の制作による中継を個別にネット受けして放送している（2010年以降は週末のJRN全国中継が中止されたため、土・日の該当日は野球中継自体が休止となる）。これは、ヤクルト主催試合のラジオ放送権をニッポン放送が掌握しており、ニッポン放送は、NRN非加盟局[注 20]には中継を原則認めていないためである[注 21]。なお、ニッポン放送は、NRNに加盟する文化放送、朝日放送ラジオ、MBSラジオ、RCC、KBC、STVラジオ、TBC（SBSも送出ラインを持った「NRN基幹局」だが、放送県域をホームグラウンドとする地元球団を有さない。但し静岡県内で開催時のヤクルト主催ゲームの中継は可能）、東海ラジオには独自に中継することを認めている[注 22]。

- ただし、1999年の優勝決定試合となったヤクルト対中日戦の放送は、特例として東海ラジオがニッポン放送の技術協力で二重制作を行い、CBC向けに裏送りを行った。この結果、この試合では東海ラジオのアナウンサーが中継に登場した（解説者はニッポン放送が派遣）。また、2004年の優勝決定時はニッポン放送が裏送りした。

- ナゴヤドームで中日対巨人戦がある場合はJRNネットだけでなくラジオ日本向けの中継も制作していたが（デーゲーム時は除く）、TBSラジオの撤退後は自社向けの中継をラジオ日本とぎふチャン・ラジオ関西に同時ネットしている[注 23]。

- 横浜ベイスターズ主催ゲームも2001年までNRN独占だった（TBSが親会社になった2002年以降はJRNも中継可能）。しかし、CBCラジオでのビジターゲームの放送を増やしたい中日新聞の意向もあり、巨人主催カードがNRNに開放されて2年後の1995年から特例でニッポン放送が横浜対中日戦をCBCラジオ向けに別制作して裏送りした。この場合、土・日のデーゲームと平日は東海ラジオ向けと2重制作となり、東海ラジオとの2局で放送された。ただ、東海ラジオ向けは時折巨人主催試合（主に阪神・広島との対戦時）を予備カード扱いとしてのNRN全国ネットとなる場合もあった。また、1994年からヤクルト対巨人戦の裏カードで横浜対中日戦をTBSラジオがJRN全国ネット向けに制作した場合でもCBCラジオはニッポン放送からの裏送り分を放送していた。一方、巨人対中日戦は、東海ラジオでは放送されないことも多く（予備カード扱いとして雨天時のみ放送。現在も東海ラジオは「巨人対中日」がデーゲームとなった場合には原則放送しないが、2019年以降はニッポン放送が中継する際に個別にネットすることがある）、こちらでCBCラジオと東海ラジオでのビジターゲームの放送本数のバランスを取っていた。このためか、1994年から2001年まで横浜対巨人戦の裏カードに限り認められていたTBSラジオ制作JRN全国中継のヤクルト主催ゲームも、対中日戦に限りCBCラジオへのネットは認められず、止むを得ずJRN雨天予備カード（おのずと朝日放送ラジオ・MBSラジオ・RCCのいずれかの制作による阪神と広島の対戦が多く、同カードの非開催時はTBSラジオからの裏送りを含むパ・リーグのカードを放送）や雨傘番組で穴埋めした他、同日にナゴヤ球場・ナゴヤドームでパ・リーグの試合が開催された場合は、そちらをCBCラジオの自社制作（JRN予備扱い）で放送する場合もあった。

- 2018年のJRNナイターの廃止以降、巨人との対戦はRFラジオ日本と常時相互ネットを組むことになった。DeNA主催はTBSラジオが引き続き裏送りやCBC自社制作時の技術協力を行うが、まれに球団配給（TBSテレビ制作）の映像を使用して自社スタジオからオフチューブで実況を行うことがある。西武およびロッテと交流戦で対戦する場合は、中日主催時は平日には『文化放送ライオンズナイター』に本番または予備カードとして相互ネットする。ビジターゲーム時は、聴取率調査期間中は文化放送の技術協力による自社制作を行うが、自社制作を行わない時は、RKB毎日放送や北海道放送と同様に、平日は文化放送から同時ネット（主に西武主催）または裏送り（主にロッテ主催）を受け、土・日曜は2001年までの横浜主催以来のニッポン放送からの裏送りを受ける。またオールスターゲームも同様のネット関係となる。
  - この他、平日に中日戦が非開催・デーゲーム・放送権のないヤクルト主催のいずれかとなった場合には、TBSラジオ（DeNA）・RFラジオ日本（巨人）・文化放送（西武・ロッテ・関東圏開催のソフトバンク・日本ハム）・琉球放送（ヤクルト主催を除く沖縄県開催試合）がJRN系列局向けに同時ネットまたは裏送りする中継のネットに参加する。
- TBSラジオが裏送り向け中継の受託制作を2022年限りで事実上終了した事に伴って、2023年からは横浜スタジアムのベイスターズ戦は主に名古屋のスタジオからのオフチューブでの中継放送に移行した。

### 東京支社とオールナイトニッポン
- CBCラジオは東京支社（九段の千代田会館7階）にもラジオスタジオを保有している。原則として収録用だが、本社とは専用回線で結ばれており生放送で使用することも可能である[43][44][注 24][注 25]。
- また東京支社は在京AMラジオ局との間にも専用回線を持っており、一部の番組ではキー局〜CBC東京支社〜CBC本社というルートでネット受けを行っている。本来JRN単独加盟局でありNRNには接続していないCBCラジオが『オールナイトニッポン』[注 26]（ニッポン放送）や『東京箱根間往復大学駅伝競走』（文化放送）を同時ネットする時や、上述のビジター中日戦の裏送りを含むネット受け（巨人＝RFラジオ日本、DeNA＝TBSラジオ、西武およびロッテ＝ニッポン放送または文化放送）にも回線を活用している他[43][45][注 27]、JRN回線がモノラル音声だった頃には、JRNラインネット番組のステレオ放送にもこの回線が活用された。